# Enea Bortolotti
Enea Bortolotti (Roma, 28 de setembro de 1896 – Florença, 22 de junho de 1942) foi um matemático italiano.
Nascido em Roma em 1896, filho do matemático bolonhês Ettore Bortolotti e de sua mulher Ilde Montessori, foi estudante interno da Escola Normal Superior de Pisa, onde se formou em 1920, aluno de Luigi Bianchi. Participou da Primeira Guerra Mundial, obtendo a cruz de guerra e as medalhas de bronze e prata, e mais tarde, em 1919, da campanha da Líbia. Foi professor de geometria analítica e descritiva na Universidade de Cagliari, de 1928 a 1934, quando foi chamado para a Universidade de Florença. Seu principal campo de estudo foi a geometria de espaços de conexão projetiva (variedades anolonômicas, variedades riemannianas e geometria diferencial afim).
Foi um membro do Consiglio Nazionale delle Ricerche. Em 1934 , junto com seu colega Pietro Burgatti, representou a Itália no Congresso Internacional de Cálculo Tensorial em Moscou. Publicou cerca de noventa trabalhos científicos, bem como alguns textos escolásticos. Participou de conferências científicas em Hamburgo e Viena. Sua morte aos 46 anos de idade em 1942 foi o resultado de uma amebíase contraída na Líbia em 1919.
Uma das suas contribuições importantes para a física foi a descoberta da analogia da fase Berry-Simon na mecânica quântica, quase 60 anos antes do artigo de Barry Simon..